# Aeródromo Chicureo
El Aeródromo Chicureo (OACI: SCHC) es un terminal aéreo ubicado en la ciudad de Chicureo, en la comuna de Colina, Provincia de Chacabuco, Región Metropolitana, Chile. Este aeródromo es de carácter público. Código de aeropuerto es SCHC.
En el año 2001 se estableció mediante Decreto de la Subsecretaría de Aviación del Ministerio de Defensa Nacional la zona de protección y restricciones de altura para el aeródromo de Chicureo.
Este aeródromo es administrado por el Club de Planeadores de Vitacura, a partir del año 2009 y tras los reclamos de vecinos por el aumento de actividades aeronáuticas de terceros, el Municipio de Colina coordinó con la Dirección General de Aeronáutica Civil la restricción de vuelos de helicópteros y avionetas en el área.
Gran parte de las demandas del año 2009 se originaron en los nuevos barrios residenciales que veían con preocupación el aumento de la actividad de aviones, la pérdida de tranquilidad del sector y la construcción de hangares que afectaba el paisaje.